# Kartiska (sjö)
Kartiska är en sjö i Finland. Den ligger i Parkano stad i landskapet Birkaland, i den sydvästra delen av landet, 230 km nordväst om huvudstaden Helsingfors. Kartiska ligger 146 meter över havet. I omgivningarna runt Kartiska växer i huvudsak blandskog. Arean är 9,8 hektar och strandlinjen är 1,42 kilometer lång. Sjön  ingår i Kumo älvs huvudavrinningsområde. 